# Station Sneek
Station Sneek (ook wel Snits) is het spoorwegstation in de Friese stad Sneek. Het gebouw is tegelijkertijd met de opening van het eerste gedeelte van de spoorlijn Leeuwarden - Stavoren geopend op 16 juni 1883. Hierbij was Sneek nog het eindpunt. Twee jaar later, op 8 november 1885, was de hele spoorlijn tot aan Stavoren gereed.
Het stationsgebouw van Sneek is niet uniek in zijn soort. Het ontwerp, mogelijk van de architect M.A. van Wadenoijen, wordt ook wel Standaardtype Sneek genoemd en werd in de jaren 80 van de 19e eeuw gebruikt voor zes spoorwegstations in Nederland, waaronder ook station Workum aan dezelfde lijn. Van deze gebouwen zijn er drie overgebleven, naast Sneek ook die in Delfzijl en Tiel. Het ontwerp is symmetrisch, waarbij het forse hoofdgebouw wordt geflankeerd door twee lagere zijvleugels. De overkapping van dit stationstype was voor elk station gelijk. Korinthische zuilen van gietijzer ondersteunen een houten kap, die de hele lengte van het gebouw beslaat. Met de verbouwingen van deze stations in de jaren zestig (zie verderop in dit artikel), is de houten kap gerenoveerd.
In 1921 werd een verbindingsboog aangelegd tussen Station Sneek en de tramlijn Sneek - Bolsward van de Nederlandsche Tramweg Maatschappij, zodat goederenwagens via de tramlijn doorgevoerd konden worden. Deze tramlijn werd na 1947, nadat het station aan de tramlijn was komen te vervallen, via het emplacement van het NS-station bediend. De tramlijn werd in 1968 opgeheven en kort nadien opgebroken.
Vrijwel alle stations in de noordelijke provincies van Nederland zijn tegenwoordig verstoken van stationsvoorzieningen. Ook in Sneek is dit het geval. Na sluiting van het loket en stationsrestauratie (nog ten tijde van de exploitatie door de Nederlandse Spoorwegen) heeft het gebouw een tijdje leeg gestaan. De nieuwe spoorvervoerder NoordNed, tegenwoordig Arriva, had geen belangstelling voor het heropenen van een loket in het gebouw.
Na de restauratie van het gebouw in juli 2004, waarbij onder meer de 'jaren 60-luifel' is weggehaald, vestigde het Nationaal Modelspoor Museum zich in de voormalige stationsrestauratie. Het museum werd op 29 januari 2005 geopend door de toenmalige commissaris van de Koningin van Friesland en treinliefhebber, Ed Nijpels. In het gebouw was tot 2012 ook de Taxicentrale Sneek gevestigd, die het loket heropende. Inmiddels wordt dit deel van het station opnieuw ingericht.
In 2007 werden plannen uitgeschreven voor de ontwikkeling van Stoom Stad Sneek, een pretpark rondom het thema 'stoom'. Onderdeel hiervan had onder meer de stoomtrein Sneek-Stavoren moeten zijn, te exploiteren door de Friese Stoomtrein Maatschappij (FStM). Stoomstad zou direct ten zuidwesten van station Sneek worden gevestigd, maar het park is nooit van de grond gekomen.

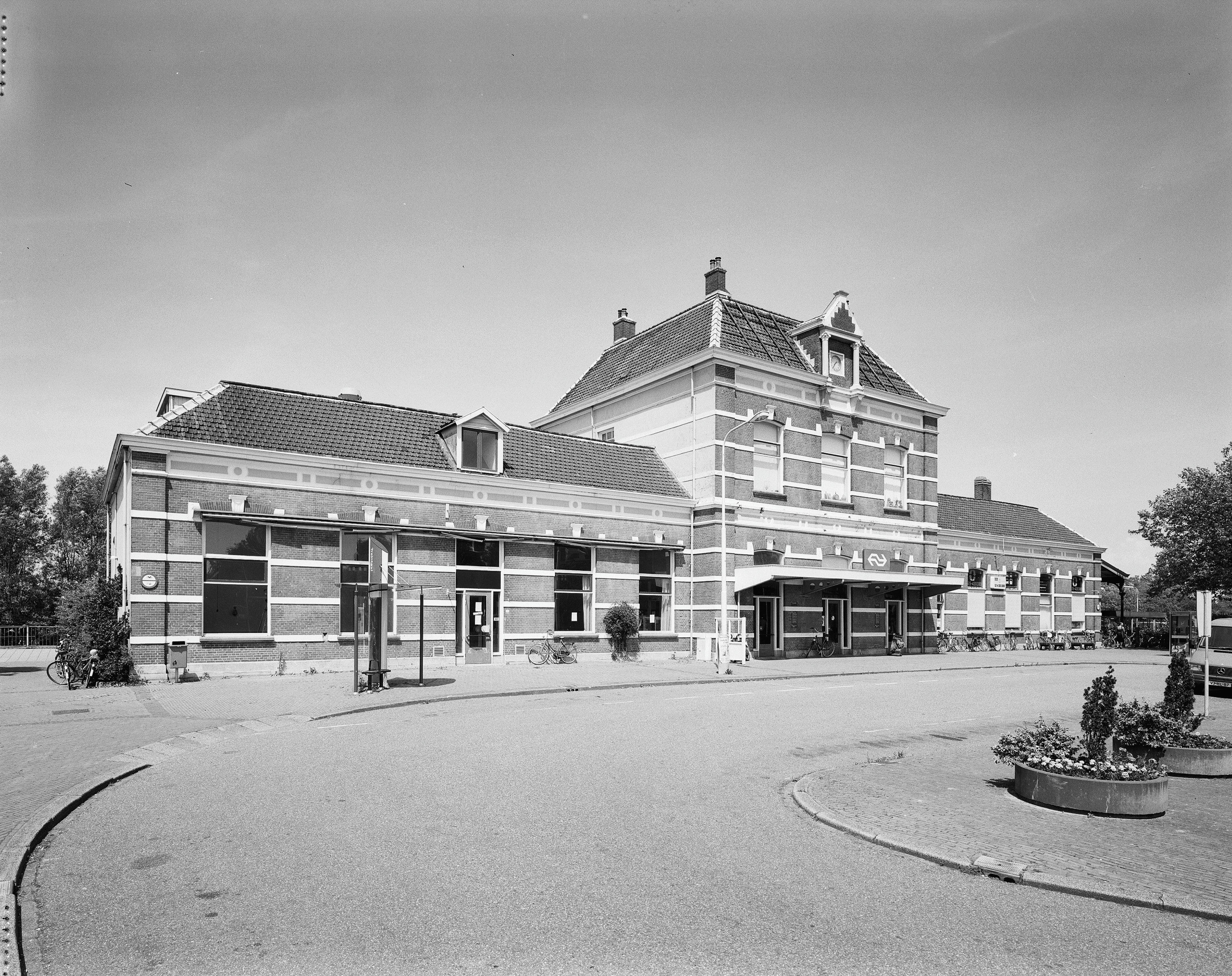
Voorgevel Station Sneek
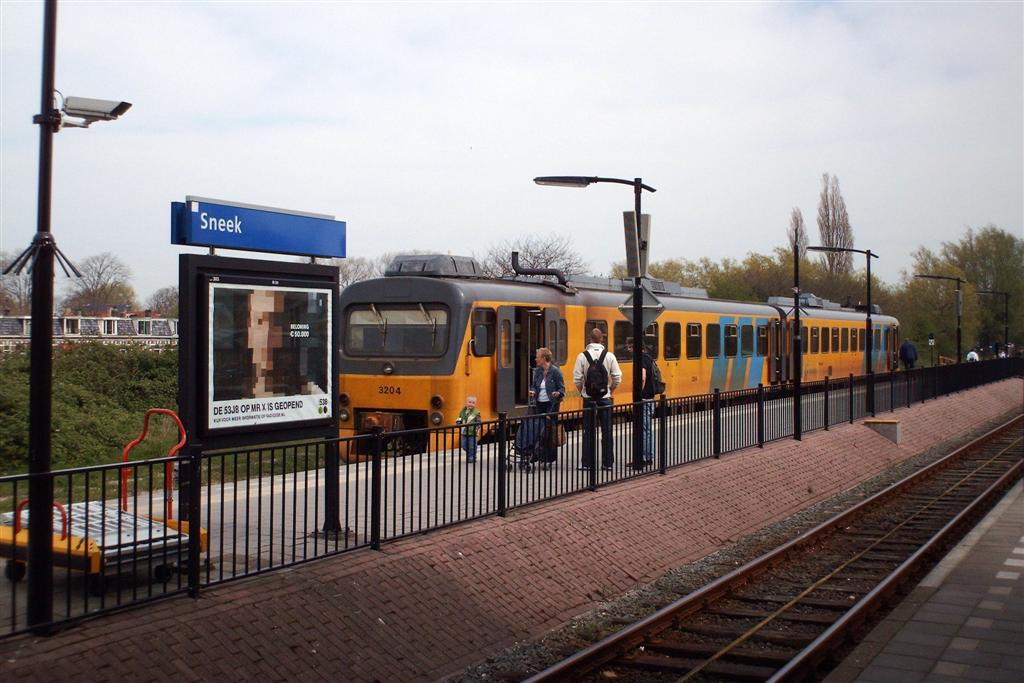
Wadloper-treinstel langs het tweede perron
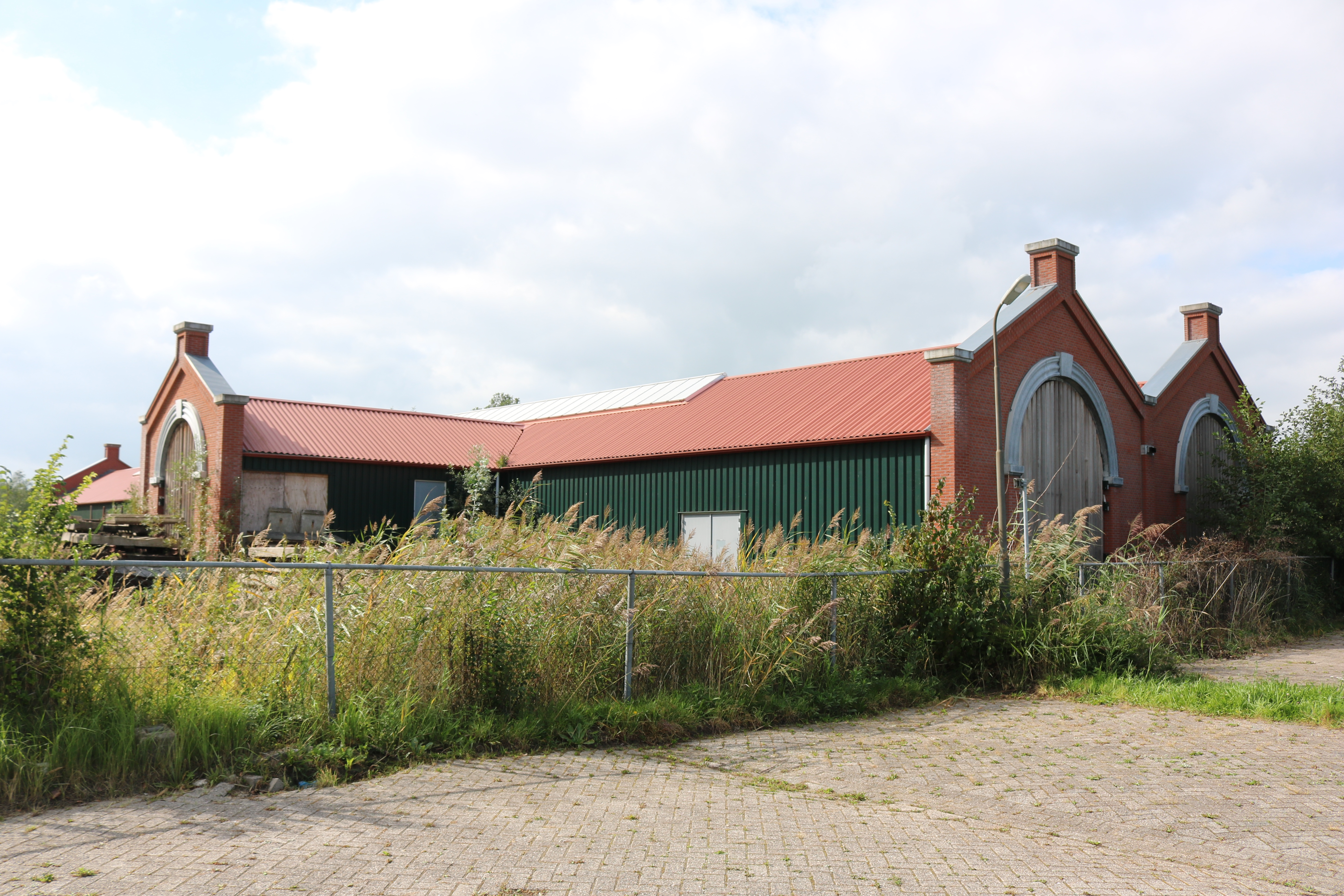
Loods van de inmiddels failliete Friese Stoomtrein Maatschappij ten zuiden van het station in 2018
- Arriva Spurt vertrekt van het eerste perron.
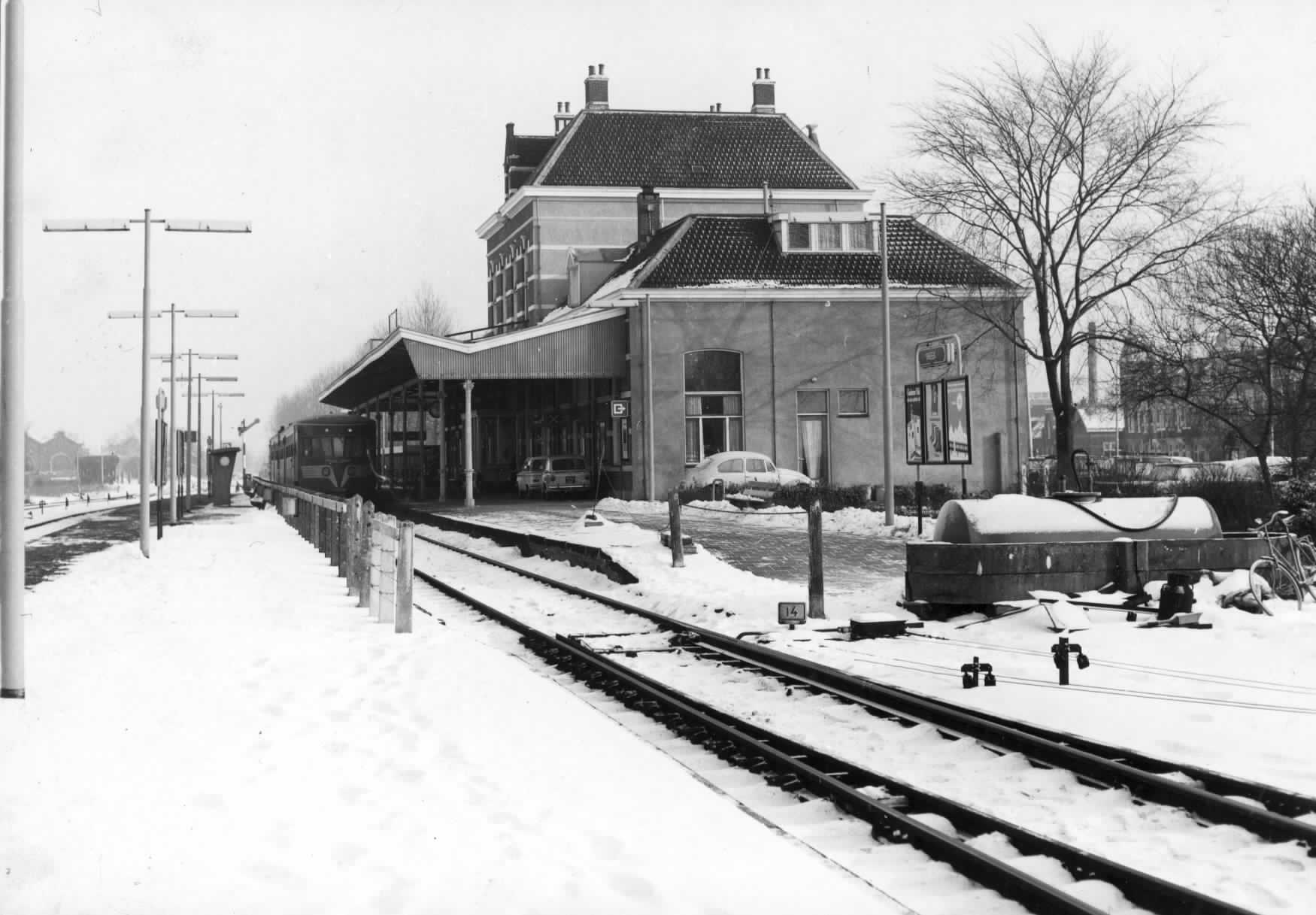
Gezicht op de zij- en achtergevel van het besneeuwde Sneek. (Januari 1971)

## Bediening
De volgende treinseries stoppen op dit station:
| Serie      | Treinsoort         | Route                         | Bijzonderheden |
| ---------- | ------------------ | ----------------------------- | --- |
| 37000 RS 3 | Stoptrein (Arriva) | Leeuwarden – Sneek            | Rijdt niet in de spitsuren, dan rijdt RE3 (treinserie 38000). Rijdt ook niet 's avonds na 20:00. Op zondag rijden slechts twee vroege ritten naar Sneek en één late rit naar Leeuwarden. |
| 37100 RS 3 | Stoptrein (Arriva) | Leeuwarden – Sneek – Stavoren | |
| 38000 RE 3 | Sneltrein (Arriva) | Leeuwarden – Sneek            | Spitstrein. |

0: Leeuwarden ·
5: Jellum-Boxum ·
Beers ·
Jorwerd ·
10: Mantgum ·
Wieuwerd ·
16: Bozum ·
Scharnegoutum ·
20: Sneek Noord ·
22: Sneek ·
25: IJlst ·
30: Oudega ·
Nijhuizum ·
37: Workum ·
41: Hindeloopen ·
46: Koudum-Molkwerum ·
Warns ·
50: Stavoren
Akkrum ·
Buitenpost ·
De Westereen ·
Deinum ·
Dronryp ·
Feanwâlden ·
Franeker ·
Grou-Jirnsum ·
Harlingen ·
-Haven ·
Heerenveen ·
Hindeloopen ·
Hurdegaryp ·
IJlst ·
Koudum-Molkwerum ·
Leeuwarden ·
-Camminghaburen ·
Mantgum ·
Sneek ·
-Noord ·
Stavoren ·
Wolvega ·
Workum
Voormalige stations: zie de lijst van voormalige spoorwegstations in Friesland